# Три спогади моєї юності
«Три спогади моєї юності» (фр. Trois souvenirs de ma jeunesse) — французький драматичний фільм 2015 року, поставлений режисером Арно Деплешеном. Стрічка є приквелом фільму «Як я обговорював... (моє сексуальне життя)», що вийшов на екрани у 1996 році.
Фільм показали в рамках Двотижневика режисерів на 68-му Каннському кінофестивалі у 2015 році, де він здобув Приз товариства драматичних авторів і композиторів (SACD). Стрічку було номіновано в 11 категоріях на здобуття кінопремії «Сезар» 2016 року, зокрема як найкращий фільм та за найкращу режисерську роботу (отримав нагороду) .

## Сюжет
Закінчивши свої антропологічні дослідження, повний упевненості, Поль Дедалю повертається з Туркменістану до рідної Франції, де в аеропорту його зустрічає спецназ і агент служби національної безпеки, який пред'являє паспорт його двійника, що помер два роки тому в Австралії, вимагаючи пояснень. Це спонукає Поля звернутися до минулого. Він згадує своє дитинство в Рубе, напади божевілля матері, той зв'язок, який об'єднував його з братом Іваном. Згадує, як йому виповнилося шістнадцять, а батько став невтішним вдівцем. Згадує студентські роки в Парижі і знайомство з доктором Беганзіном, свій зростаючий інтерес до антропології. Серез спогадів і конспіративна поїздка до радянського Мінська, де він разом з підробним паспортом з ізраїльською візою віддав своє ім'я єврейському хлопцю — відмовникові. І, звичайно ж, Поль згадує Естер — кохання усього свого життя….

## У ролях
| Кантен Дольмер       | ···· | Поль Дедалю      |
| Лу Руа-Леколліне     | ···· | Естер            |
| Матьє Амальрік       | ···· | дорослий Поль    |
| Дінара Друкарова     | ···· | Ірина            |
| Сесіль Гарсія-Фогель | ···· | Жанна Дедалю     |
| Франсуаза Лебрюн     | ···· | Роз              |
| Ірина Вавілова       | ···· | мадам Сидорова   |
| Олів'є Рабурден      | ···· | Абель Дедалю     |
| Еліот Мільштейн      | ···· | Марк Сільберберг |
| П'єр Андро           | ···· | Ковалькі         |
| Лілі Тайєб           | ···· | Дельфін Дедалю   |
| Рафаель Коен         | ···· | Іван Дедалю      |
| Грегорі Гейфец       | ···· | Натан            |
| Клеманс ле Галль     | ···· | Пенелопа         |
| Тео Фернандес        | ···· | Боб              |

## Визнання
| Нагороди та номінації фільму «Три спогади моєї юності» | Нагороди та номінації фільму «Три спогади моєї юності» | Нагороди та номінації фільму «Три спогади моєї юності»                            | Нагороди та номінації фільму «Три спогади моєї юності» | Нагороди та номінації фільму «Три спогади моєї юності» | Нагороди та номінації фільму «Три спогади моєї юності» |
| Рік                                                    | Кінофестиваль/кінопремія                               | Категорія/нагорода                                                                | Номінант                                               | Результат                                              |                                                        |
| ------------------------------------------------------ | ------------------------------------------------------ | --------------------------------------------------------------------------------- | ------------------------------------------------------ | ------------------------------------------------------ | ------------------------------------------------------ |
| 2015                                                   | Каннський міжнародний кінофестиваль                    | Приз товариства драматичних авторів і композиторів (SACD) (Двотижневик режисерів) | Три спогади моєї юності                                | Перемога                                               |                                                        |
| 2015                                                   | Міжнародний кінофестиваль у Чикаго                     | Гран-прі Золотий Г'юго за найкращий фільм                                         | Три спогади моєї юності                                | Номінація                                              |                                                        |
| 2015                                                   | Міжнародний кінофестиваль у Чикаго                     | Срібна Меморіальна дошка найкращому художнику-постановнику                        | Тома Бакуні                                            | Перемога                                               |                                                        |
| 2015                                                   | Кінофестиваль у Кабурі                                 | Найкращий режисер                                                                 | Арно Деплешен                                          | Перемога                                               |                                                        |
| 2015                                                   | Приз Луї Деллюка                                       | Найкращий фільм                                                                   | Три спогади моєї юності                                | Номінація                                              |                                                        |
| 2016                                                   | Премія «Люм'єр»                                        | Найкращий фільм                                                                   | Три спогади моєї юності                                | Номінація                                              |                                                        |
| 2016                                                   | Премія «Люм'єр»                                        | Найкращий режисер                                                                 | Арно Деплешен                                          | Перемога                                               |                                                        |
| 2016                                                   | Премія «Люм'єр»                                        | Найкращий молодий актор                                                           | Кантен Дольмер                                         | Номінація                                              |                                                        |
| 2016                                                   | Премія «Люм'єр»                                        | Найкраща молода акторка                                                           | Лу Руа-Леколліне                                       | Номінація                                              |                                                        |
| 2016                                                   | Премія «Люм'єр»                                        | Найкращий сценарій                                                                | Арно Деплешен, Жулі Пейр                               | Номінація                                              |                                                        |
| 2016                                                   | Премія «Люм'єр»                                        | Найкращий кінооператор                                                            | Ірина Любчанськи                                       | Номінація                                              |                                                        |
| 2016                                                   | Премія «Люм'єр»                                        | Найкраща музика до фільму                                                         | Грегуар Етзель                                         | Перемога                                               |                                                        |
| 2016                                                   | Премія «Сезар»                                         | Найкращий фільм                                                                   | Три спогади моєї юності                                | Номінація                                              |                                                        |
| 2016                                                   | Премія «Сезар»                                         | Найкраща режисерська робота                                                       | Арно Деплешен                                          | Перемога                                               |                                                        |
| 2016                                                   | Премія «Сезар»                                         | Найперспективніший актор                                                          | Кантен Дольмер                                         | Номінація                                              |                                                        |
| 2016                                                   | Премія «Сезар»                                         | Найперспективніша акторка                                                         | Лу Руа-Леколліне                                       | Номінація                                              |                                                        |
| 2016                                                   | Премія «Сезар»                                         | Найкращий сценарій                                                                | Арно Деплешен, Жулі Пейр                               | Номінація                                              |                                                        |
| 2016                                                   | Премія «Сезар»                                         | Найкраща операторська робота                                                      | Ірина Любчанськи                                       | Номінація                                              |                                                        |
| 2016                                                   | Премія «Сезар»                                         | Найкращі декорації                                                                | Тома Бакуні                                            | Номінація                                              |                                                        |
| 2016                                                   | Премія «Сезар»                                         | Найкращий дизайн костюмів                                                         | Наталі Рауль                                           | Номінація                                              |                                                        |
| 2016                                                   | Премія «Сезар»                                         | Найкращий монтаж                                                                  | Лоранс Бріо                                            | Номінація                                              |                                                        |
| 2016                                                   | Премія «Сезар»                                         | Найкращий звук                                                                    | Ніколя Конта, Сільвен Мельбран, Стефан Тібо            | Номінація                                              |                                                        |
| 2016                                                   | Премія «Сезар»                                         | Найкраща музика до фільму                                                         | Грегуар Етзель                                         | Номінація                                              |                                                        |